# マイケル・ナナリー
マイケル・ナナリー（Micael Nunnally、1986年7月18日 - ）は、アメリカ合衆国・カリフォルニア州出身のバスケットボール選手である。ポジションはフォワード。身長203cm、体重103kg。

## 来歴
パシフィック大学卒業後、ドイツProBのUBCハノーバーに入団し、プロ選手としてのキャリアを開始する。
2011-12シーズン、bjリーグの高松ファイブアローズに入団、31試合に先発出場し、1試合平均10.8得点を挙げた。しかしシーズン途中の2012年3月、重大な規律違反を理由に解雇された。
その後はフィンランド、アルゼンチン、アメリカ・NBAデベロップメント・リーグ、ドイツProAを経て、2013年9月にリンク栃木ブレックスと契約、ブレックスの下部組織であるTGI D-RISEに入団し、NBDL2013-14シーズンの32試合に出場した。